# اتحاد شيوعيي داهومي
اتحاد شيوعيي داهومي (بالفرنسية: Union des communistes du Dahomey) كان منظمة سياسية شيوعية في بنين. تأسس الاتحاد في عام 1976. في عام 1977، أنشى الاتحاد حزب داهومي الشيوعي.